# Ala-Korppinen
Ala-Korppinen är en sjö i kommunen Nyslott i landskapet Södra Savolax i Finland. Sjön ligger 82,7 meter över havet. Arean är 53 hektar och strandlinjen är 4,7 kilometer lång. Sjön  ingår i Vuoksens huvudavrinningsområde.   Den ligger omkring 100 kilometer öster om S:t Michel och omkring 300 kilometer nordöst om Helsingfors. 